# Carretera Estatal de Idaho 3
La Carretera Estatal de Idaho 3, y abreviada SH 3 (en inglés: Idaho State Highway 3) es una carretera estatal estadounidense ubicada en el estado de Idaho. La carretera inicia en el sur desde la US 12     en Spalding hacia el norte en la I 90     en Rose Lake. La carretera tiene una longitud de 188,9 km (117.393 mi).

## Mantenimiento
Al igual que las autopistas interestatales, y las rutas federales y el resto de carreteras estatales, la Carretera Estatal de Idaho 3 es administrada y mantenida por el Departamento de Transporte de Idaho por sus siglas en inglés ITD.

## Cruces
La Carretera Estatal de Idaho 3 es atravesada principalmente por la  SH 5  SH 6  SH 8  SH 99 .